# Ošetřovatelská diagnóza
Ošetřovatelská diagnóza je určení aktuálního, či potenciálního problému, stanovení cíle, intervencí a následného hodnocení daného problému u pacienta. Zahrnují jakékoliv psychické, fyzické i sociální problémy které jsou spjaty s hospitalizací pacienta.

## Základní dělení
1. Aktuální – momentální problém pacienta, který se snažíme řešit (strach, porucha integrity kůže, nechutenství atd.).
2. Potenciální – riziko, kterým je pacient ohrožen a provádíme prevenci (riziko kardiopulmonálních komplikací, riziko hypoglykémie atd.).

## Vytváření ošetřovatelských diagnóz
1. Dvojsložkové – tvoří ji problém a důvod (používá se u potenciálních diagnóz); př. riziko krvácivých projevů z důvodu antikoagulační terapie

1. Trojsložkové – tvoří ji problém, důvod a projev (používá se u aktuálních diagnóz); př. porucha integrity kůže z důvodu operačního výkonu, projevující se operační ránou

### Celková stavba ošetřovatelské diagnózy
1. Problém – potíž pacienta (př. dekubitus, zvracení, nauzea atd.)
2. Cíl – stanovení cíle, kterého chceme dosáhnout (př. rána se hojí per primam, zmenšení bolesti, zlepšení psychického stavu pacienta atd.)
3. Intervence – činnosti, které provádíme k řešení problému (př. edukace pacienta, pravidelný převaz rány dle ordinace lékaře, podání léků dle ordinace lékaře atd.)
4. Hodnocení – posouzení o progresi postupu a zlepšení, či zhoršení problému (př. pacientova bolest je menší než VAS 2, pacient má menší dechové obtíže atd.)

### Příklady ošetřovatelských diagnóz
| Ošetřovatelská diagnóza                                       | Cíl                               | Ošetřovatelské intervence | Hodnocení                     |
| Akutní bolest z důvodu operačního výkonu projevující se VAS 4 | Pacient má bolest menší než VAS 4 | Podávám analgetika d.o., hodnotím působení analgetik, prováním fyzikální chlazení, vedu záznam do dokumentace, pomáhám v zaujetí úlevové polohy. | Pacientova bolest je VAS 1    |
| Riziko krvácení z důvodu antikoagulační terapie               | Pacient nemá krvácivé projevy     | Edukuji pacienta o krvácivých projevech, sleduji krvácivé projevy, měním místo vpichu u podávání injekcí.                                        | Pacient nemá krvácivé projevy |

## Využití
Ošetřovatelské diagnózy se určují k přesnému určení problémů pacienta a jejich řešení. Hodnocení nám poté slouží jako zpětná vazba, k naší provedené práci. Důležité jsou pak z hlediska správné organizaci práce pro nelékařský personál.